# Gornji Kneginec
Gornji Kneginec – wieś w Chorwacji, w żupanii varażdińskiej, w gminie Gornji Kneginec. W 2011 roku liczyła 1637 mieszkańców.